# Tauron Arena Kraków
La Tauron Arena Kraków, ouverte en mai 2014, est une salle omnisports polyvalente située à Cracovie, dans le quartier de Czyżyny (pl) en Petite-Pologne. Elle est sponsorisée par la firme polonaise Tauron Polska Energia depuis février 2015.
Avec une capacité de 15 030 places assises, elle est la plus grande salle de sports de Pologne.

## Histoire
Fin janvier 2015, la ville de Cracovie et la firme Tauron Polska Energia signent un contrat concernant le sponsoring de la salle. Cet accord, qui prend forme en février, porte sur une durée de trois ans, avec une option de prolongation pour deux autres années.

## Événements
- Championnat du monde de volley-ball masculin 2014
- Championnat d'Europe de handball masculin 2016 (tours préliminaires et phase finale)
- Phase finale de la Ligue des champions de volley-ball masculin 2015-2016
- Championnat d'Europe masculin de volley-ball 2021